# Гизгизов, Сергей Макарович
Сергей Макарович Гизгизов (1912, Ростов-на-Дону, область Войска Донского — 20 февраля 1944, Кривой Рог, Днепропетровская область) — советский конькобежец, 3-кратный чемпион СССР на отдельных дистанциях, бронзовый призёр в абсолютном зачёте, рекордсмен СССР. Мастер спорта СССР. Выступал за ДСО «Большевик» (Ростов-на-Дону), ВФСО «Динамо» (Москва).

## Биография
О ранних годах жизни Сергея Макаровича известно мало. Родился в 1912 году в Ростове-на-Дону, где и начал кататься на коньках.
В середине 1930-х годов был одним из сильнейших стайеров страны. В феврале 1936 года никому ранее неизвестный молодой ростовский спортсмен неожиданно стал бронзовым призёром на чемпионате СССР в классическом многоборье и показал лучшее время на дистанции 10 000 метров — 18:52,0 сек.
В межсезонье тренировался в Ростове, готовясь к следующему сезону. Однако, в 1937 году на чемпионате СССР занял 5-е место в общем зачёте, но выиграл впервые звания чемпиона на отдельных дистанциях в забеге на 10 000 метров. В следующем сезоне стал выступать за московский клуб «Динамо».
Не смог хорошо выступить на первенстве страны 1938 года по двум причинам: с одной стороны, «перекатался», а с другой — помешало заболевание гриппом. В 1939 и 1940 годах его результаты были ниже его способностей, но в феврале 1941 года одержал победы на дистанциях 5000 и 10 000 метров. В марте группа сильнейших конькобежцев страны осталась здесь для штурма всесоюзных рекордов и Гизгизов показал блестящее время в забеге на 5000 метров в 8:31,3 сек.
С началом Великой Отечественной войны в июне 1941 года многие советские спортсмены ушли на фронт, в том числе Яков Мельников, Анатолий Капчинский и другие.
24 июня 1941 года Гизгизов написал статью в газете «Красный спорт», призывая спортсменов защищать родину.
Не сомневаюсь, что все советские спортсмены будут в первых рядах красных воинов и что в решительных и с и суровых боях с кровожадным врагом наши физкультурники покажут себя подлинными патриотами Советского о Союза, и враг будет разгромлен без остатка.
30 июня младший лейтенант Сергей Гизгизов вступил в ряды Красной армии. Начинал службу в Киевском военном округе в 306-м стрелковом полку. В сентябре 1941 года под Новгород-Северским попал в плен, но был освобождён. После проверок НКВД был отправлен вновь на фронт.
Участвовал в освобождении Харькова и после освобождения зашёл в гости к семье Гончаренко, где жил будущий первый чемпион СССР по конькобежному спорту Олег Гончаренко. Он оставил альбомы с фотографиями знаменитых конькобежцев и рассказал Олегу немного о них.
В феврале 1944 года был направлен на 3-й Украинский фронт в 9-й отдельный штурмовой стрелковый батальон, где участвовал в Никопольско-Криворожской наступательной операции и освобождении города Кривой Рог. Через несколько дней был тяжело ранен. Скончался от ранений 20 февраля 1944 года.